# Крумчевци
Крумчевци (болг. Крумчевци) — село в Болгарии. Находится в Великотырновской области, входит в общину Елена. Население составляет 2 человека (2022).

## Политическая ситуация
В местном кметстве Константин, в состав которого входит Крумчевци, должность кмета (старосты) исполняет Стоян  Пенков Стоянов (Болгарская социалистическая партия (БСП)) по результатам выборов правления кметства.
Кмет (мэр) общины Елена — Сашо Петков Топалов (Болгарская социалистическая партия (БСП)) по результатам выборов в правление общины.